# Січова вулиця (Київ)
Січова́ ву́лиця — зникла вулиця, що існувала в Подільському районі міста Києва, місцевість Вітряні гори. Пролягала від Зустрічної до Межової вулиці.

## Історія
Вулиця виникла в 1-й половині XX століття під назвою 85-а Нова. Назву Січова вулиця отримала 1944 року. 
Ліквідована у зв'язку зі зміною забудови наприкінці 1970-х — на початку 1980-х років.